# Ếch bốn mắt
Ếch bốn mắt (tên khoa học: Physalaemus natterer) chủ yếu sống ở Chile, Brasil, Bolivia và Paraguay có hai "mắt giả" ở phía sau. Khi bị đe dọa, nó sẽ bất ngờ phô hai tuyến hình mắt tiết ra mùi hôi khó chịu ở 2 bên hông khiến kẻ thù hoảng sợ. Hai tuyến này thường được đùi phủ lên khi không hoạt động.Loài ếch này dài 3-4 cm và sống ở phía đông của Bắc Mỹ.